# 전주시의회
전주시의회는 전북특별자치도 전주시 지역을 관할하는 기초의회이다.